# 451 a.C.
Il 451 a.C. (CDLI a.C. in numeri romani) è un anno  del V secolo a.C.

## Eventi
- Roma: primo anno di decemvirato legislativo
- Un decreto di Pericle restringe la cittadinanza ateniese ai figli di entrambi i genitori ateniesi.

## Nati
- Callicratida, ammiraglio spartano († 406 a.C.)

nati nel 451 a.C.